# Epicyon
Epicyon ('més que un gos') és un gènere extint de grans cànids de la subfamília dels borofagins nadius de Nord-amèrica. Visqueren entre el Miocè inferior i el Miocè superior.
Epicyon fou un dels últims borofagins i compartí el seu hàbitat a Nord-amèrica amb altres cànids: Borophagus (23,3-3,6 Ma), Paratomarctus (16,3-5,3 Ma), Carpocyon (20,4-3,9 Ma), Aelurodon (23,03-4,9 Ma) i el primer llop, Canis lepophagus, que aparegué fa 10,3 milions d'anys.